# Foreningen Sport
Foreningen Sport var formodede den første egentlige atletikforening i Danmark, den blev stiftet den 27. juni 1886 på Østerbro i København men findes ikke længere.